# Dialekt marchijsko-magdeburski
Dialekt marchijsko-magdeburski, dialekt Starej Marchii i Magdeburga – wymarły słowiański dialekt lechicki używany przez plemiona słowiańskie zamieszkujące Starą Marchię i okolice Magdeburga. Pod względem językowym dialekt ten był szczególnie spokrewniony z używanym aż do XVIII wieku w Wendlandzie językiem drzewiańskim i należał do narzeczy zachodniolechickich.

## Cechy językowe

### Rozwój samogłosek i sonantów
Prasłowiańskie samogłoski nosowe zachowały się – *ǫ dało ą̊, np. Bombeck, Dambeke < psł. *Bǫbъkъ, *Dǫbъkъ, zaś *ę dało wąskie ę̇, np. Prinzlowe, Wenzlow < psł. *Prędislavъ, *Vęťeslavъ. Są także ślady przegłosu lechickiego nosówek: Randowe < psł. *Rędovo.
Prasłowiańskie *ě (jać) także ulegało przegłosowi lechickiemu – dało ono przed twardymi spółgłoskami zębowymi a, np. Gnadau, Latzke < psł. *Gnědovo, *Lěsъko, zaś w innych pozycjach e, np. Belin, Pechowe < psł. *Bělinъ, *Pěxovo.
Prasłowiańskie *e dało zasadniczo e, choć przed spółgłoskami pierwotnie palatalnymi istniała tendencja do zwężania wymowy do ė, np. Britzin, Popeliz < psł. *Berzinъ, *Popelicě.
Prasłowiańskie *i daje zasadniczo i, np. Klinkov, Sydowe < psł. *Klinъkovъ, *Židovo, jednak w pozycji przed l ulega obniżeniu do e, np. Melcowe < psł. *Milъkovo. Podobnie jest przedstawiane prasłowiańskie *y, np. Dipkowe, Synowe < psł. *Dypъkovo, *Synovo, a grupa yl, podobnie jak il, jest oddawana przez el, np. Kubelke, Motelicze < psł. *Kobylъky, *Motylicě.
Prasłowiańskie *a dało a, np. Cracowe, Gaddow < psł. *Krakovo, *Gadovo, jednak od X wieku a (w tym to powstałe z innych prasłowiańskich głosek) ulega labializacji do o, np. Boben, Dontze, Sodin < psł. *Babinъ, *Donicě, *Sadinъ. Inaczej rozwinęło się jedynie w grupie *ja-, która dała je-, np. jeggowe < psł. *Jajьkovo.
Prasłowiańskie *o uległo zwężeniu do ȯ, o czym świadczy częsta pisownia przez u, np. Drozdowe lub Drusdowe < psł. *Drozdovo. Brak jednak charakterystycznego dla obszaru drzewiańskiego rozszczepienia *o na ö/ü. Nagłosowe *o- zostało zaopatrzone w protetyczne v-, np. Wustrewe, Wutzow < psł. *Ostrovъ, *Osovъ, zaś przed spółgłoskami palatalnymi ta grupa przeszła w vi-, podobnie jak w drzewiańskim, np. Wilnitz, Wiebelitz < psł. *Voľьnica, *Oblica.
Prasłowiańskie *u najpewniej nie zmieniło swojej wymowy i jest kontynuowane przez u, np. Bukowe, Lubicz < psł. *Bukovo, *Ľubičь.
Jery w pozycji słabej zanikły, zaś w pozycji mocnej *ь dał e, np. Zwinez <  psł. *Svinьcь, zaś *ъ dał o, np. Zerkow < psł. *Cŕ̥kъvь. Odrębny rozwój obu jerów to cecha zbieżna z obszarem drzewiańskim i rugijskim, a zdecydowanie odróżniająca obszar Starej Marchii i Magdeburga od obszaru polskiego i pomorskiego, na których oba jery dają samogłoskę o tej samej barwie.
Pisownia typu Bukowe, Drozdowe świadczy o redukcji końcowej samogłoski – podobne procesy zachodziły również na obszarze drzewiańskim i rugijskim.
Prasłowiańskie *r̥ regularnie dało ar, podobnie też rozwija się *ŕ̥ przed spółgłoskami zębowymi twardymi, np. Parchowe, Tarnewitz < psł. *Pr̥xovo, *Tŕ̥novica, przy czym z czasem a ulegało labializacji, więc tym samym grupa miała postać or, np. Morditz, Storkow < psł. *Mr̥dicě, *Str̥kovъ.
Prasłowiańskie *ĺ̥ i *l̥ podobnie jak w pozostałych narzeczach zachodniolechickich uległy zmieszaniu i dały ol, np. Dolchow, Kolpin < psł. *Dĺ̥govъ, *Kl̥pinъ.
Rozwój grup *TorT był niekonsekwentny – konkurowały ze sobą TarT, np. Gardiss, Karwitz < psł. *Gordъčь, *Korvicě i TroT, np. Drogawiz, Potgrot < psł. *Dorgovicě, *Podъgordъ. Typ TarT ustalił się o wiele później niż w dialekcie drzewiańskim i rugijskim.
Grupa *TerT jest niemal bezwyjątkowo oddana przez TreT lub TriT, np. Brisen, Stresen < psł. *Berzьno, *Strežьno. Jedynym wyjątkiem zdaje się być Derwen < psł. *Dervьno.
Grupa *TolT na ogół ulegała przestawce do TlåT, podobnie jak w drzewiańskim, np. Clodene, Gladove < psł. *Koldьno, *Goldovo, przypadki pozostawienia TolT są rzadkie, np. Coldiz, Golwicz < psł. *Koldicě, *Golvicě. Na kontynuanty grupy *TelT brak przykładów.
Nagłosowe *orT pod intonacją cyrkumfleksową przeszło w roT, odmiennie od drzewiańskiego råT, np. Rostocke < psł. *Orz-tokъ.

### Rozwój spółgłosek
Pisownia nie rozstrzyga tego, czy pierwotne spółgłoski palatalne uległy depalatalizacji przed samogłoskami przednimi, podobnie jak w dialekcie drzewiańskim i rugijskim.
W zabytkach pisanych brak jest rozróżnienia szeregu s, c, z od š, č, ž, np. Plessow, Petzenow, Stressowe < psł. *Plěševъ, *Pečenovъ, *Streševo, co najpewniej świadczy o mazurzeniu dialektu marchijsko-magdeburskiego.